# 1481

## Събития
- 3 май – Мехмед II Завоевателя, султан на Османската империя, умира и е наследен от сина си Баязид II.
- 29 август – Афонсу V, крал на Португалия, умира и е наследен от сина си Жуау II.
- Фрибур и Золотурн стават кантони на Швейцария.
- Пожар унищожава покрива на Реймската катедрала.

## Родени
- 2 март – Франц фон Зикинген, вожд на германското рицарство († 1523 г.)
- 7 март – Балдасаре Перуци, италиански архитект и живописец († 1537 г.)
- 14 май – Рупрехт фон Пфалц, епископ на Фрайзинг († 1504 г.)
- 1 юли – Кристиан II, крал на Дания, Норвегия и Швеция († 1559 г.)
- 18 декември – София от Мекленбург, херцогиня на Мекленбург, херцогина на Саксония († 1503 г.)
- 21 декември – Казимир фон Бранденбург-Кулмбах, маркграф на Бранденбург-Кулмбах († 1527 г.)

## Починали
- 3 май – султан Мехмед II Завоевателя (р. 1432 г.)
- 21 май – Кристиан I, крал на Дания, Норвегия и Швеция (р. 1426 г.)
- 28 август – Афонсу V, крал на Португалия (р. 1432 г.)
- 3 септември – Амалия фон Бранденбург, бранденбургска принцеса (р. 1461 г.)
- 5 септември – Йохан I фон Клеве, херцог на Клеве, граф на Марк (р. 1419 г.)
- неизв. – Жан Фуке, френски художник (р. ок. 1420 г.)